# هو ییفان
هو ییفان (چینی: 侯逸凡; پین‌یین: Hóu Yìfán ; زادهٔ ۲۷ فوریه ۱۹۹۴) استادبزرگ شطرنج اهل چین، و چهار بار قهرمان شطرنج زنان جهان و دومین بازیکن برتر زن در تمام ادوار شطرنج است. او که زمانی یک اعجوبه شطرنج بود، جوان‌ترین بازیکن زنی بود که توانسته‌است به عنوان استاد بزرگ (در سن ۱۴ سال، ۶ ماه، ۲ روز) برگزیده، و جوان‌ترین بازیکنی باشد که تا به حال در مسابقات قهرمانی شطرنج زنان جهان (در سن ۱۶ سالگی) قهرمان شود.
در سن ۱۲ سالگی، هو جوانترین بازیکن تاریخ شد که در مسابقات قهرمانی جهان زنان (یکاترینبورگ ۲۰۰۶) و المپیاد شطرنج (تورینو ۲۰۰۶) شرکت کرده‌است. در ژوئن ۲۰۰۷، او جوانترین قهرمان زنان چین شد. او در ژانویه ۲۰۰۴ عناوین استاد فیده زن، در ژانویه ۲۰۰۷ استادبزرگ زنان و در اوت ۲۰۰۸ استادبزرگ را به دست آورد. در سال ۲۰۱۰، او در ۱۶ سالگی قهرمان مسابقات جهانی زنان در هاتای ترکیه شد.
هو سومین زنی است که در بین ۱۰۰ بازیکن برتر جهان پس از مایا چیبوردانیدزه و یودیت پولگار رتبه‌بندی شده‌است.
تا تاریخ ژوئیه ۲۰۲۲، او از سپتامبر ۲۰۱۵ رتبه اول زنان رتبه‌بندی شده در جهان را به خود اختصاص داده‌است و ۵۱ امتیاز بالاتر از الکساندرا گوریاچکینا در رتبه ۲ قرار دارد. نام او در فهرست برنامه ۱۰۰ زن بی‌بی‌سی در سال ۲۰۱۷ بود. او از سال ۲۰۱۸ نیمه‌بازنشسته شده‌است و در سال ۲۰۲۰ در سن ۲۶ سالگی استاد دانشگاه شنژن شد.